# Fondul construit de pe str. Octavian Goga (Chișinău)
Fondul construit de pe str. Octavian Goga este un complex de clădiri amplasat pe str. Octavian Goga – 2, 4, 7, 8, 13, 14, 18, 20, 21, 24, 26, 33 în Chișinău, Republica Moldova. Este un monument arhitectural și de artă de importanță națională inclus în Registrul monumentelor Republicii Moldova ocrotite de stat cu nr. 283.01 (municipiul Chișinău).

## Clădiri

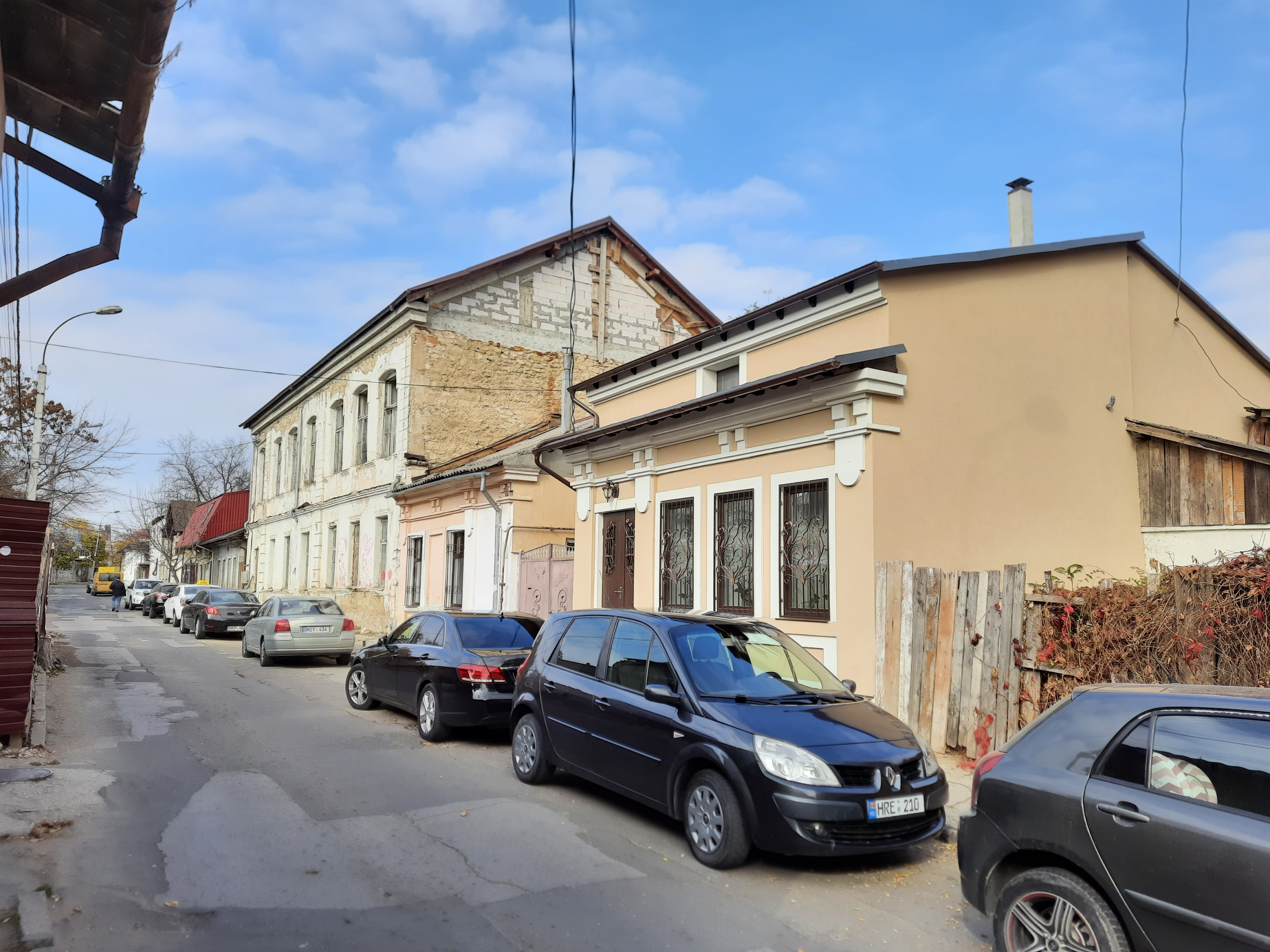
nr. 2 (prim-plan)
nr. 4 (?) – probabil confundat cu imobilul de la str. Cojocarilor, 9[2]
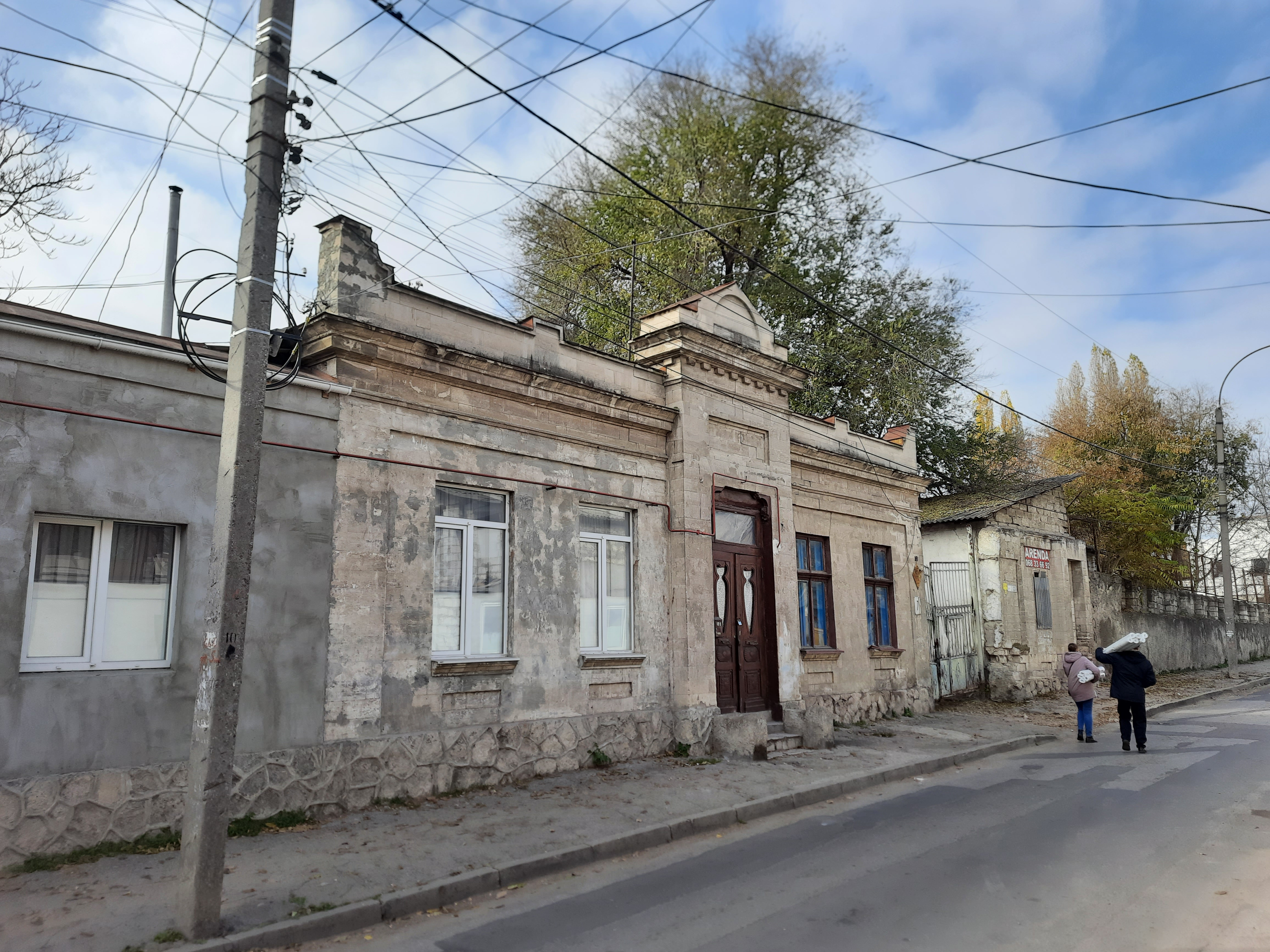
nr. 7
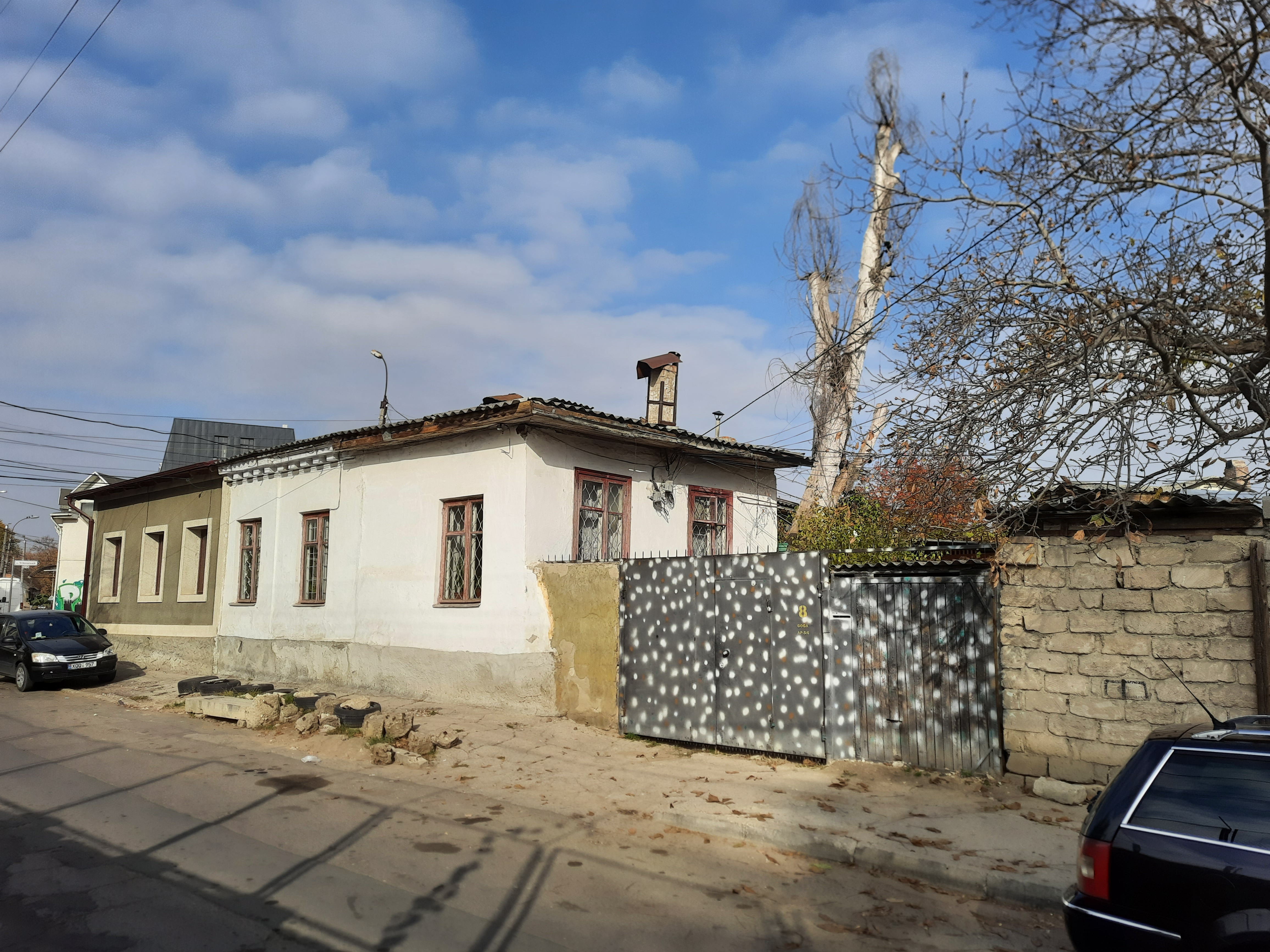
nr. 8
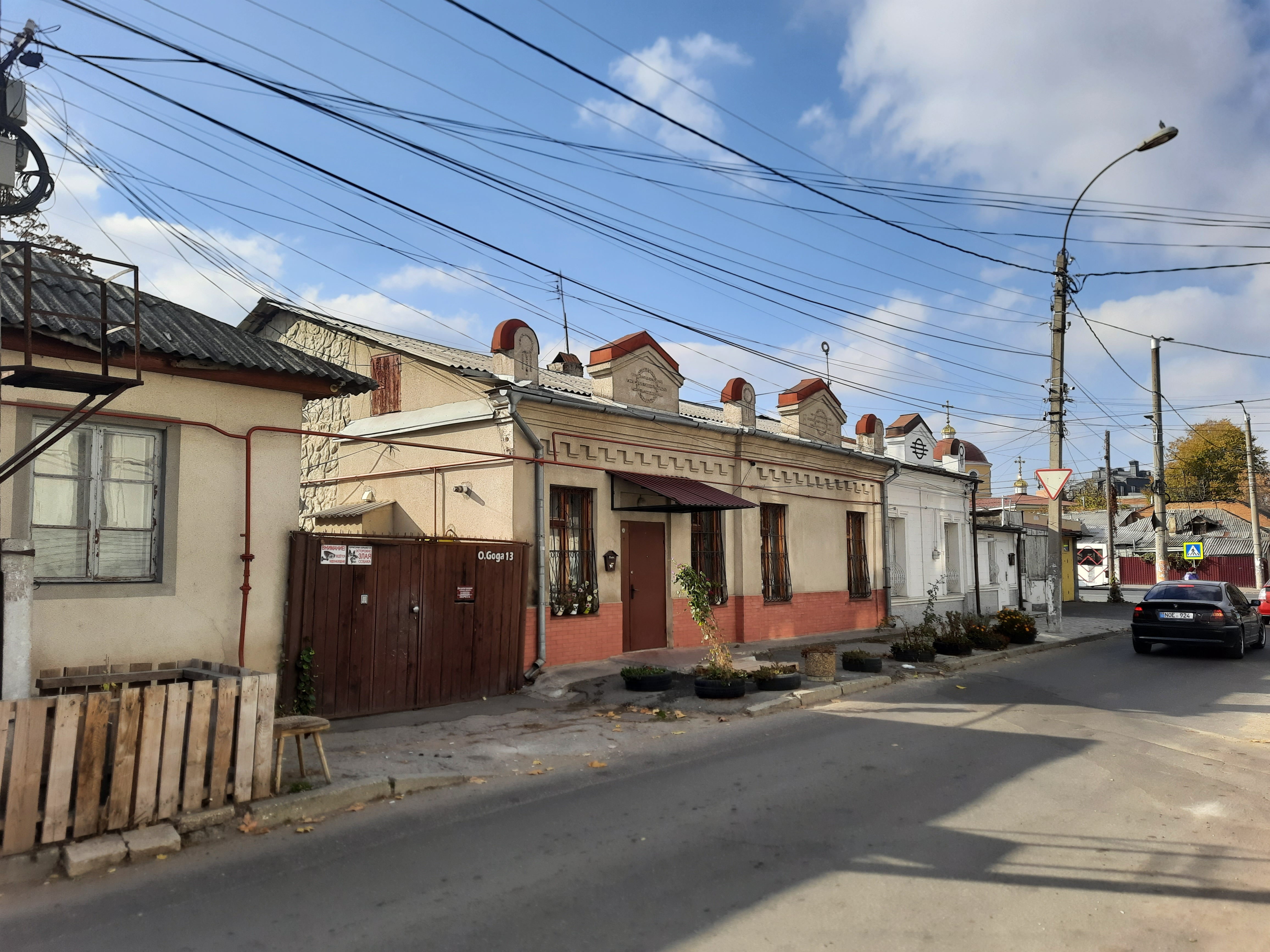
nr. 13
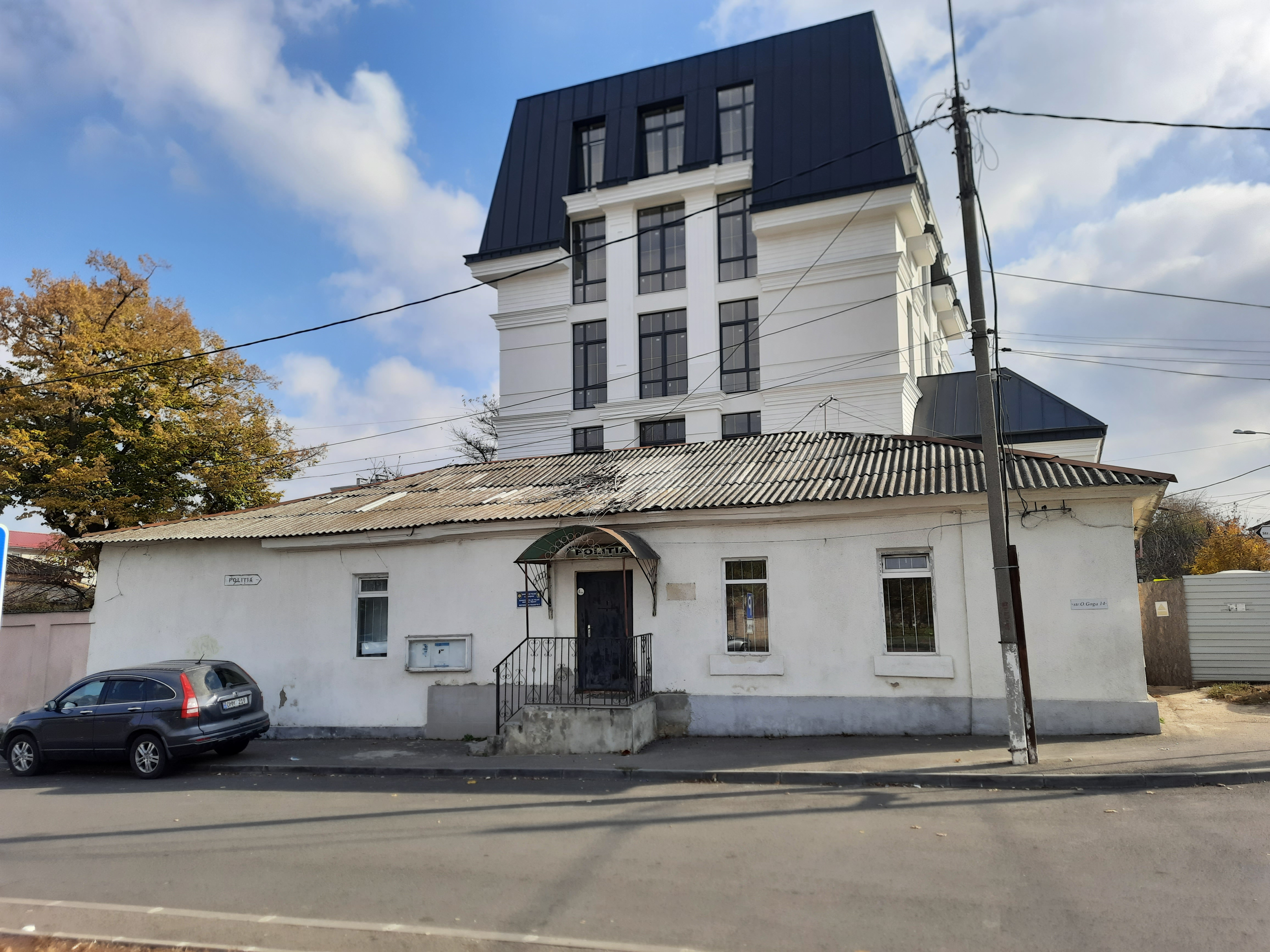
nr. 14, lit. A;[5] lit. B nu s-a păstrat, în locul ei a fost ridicată clădirea cu multe etaje din fundal
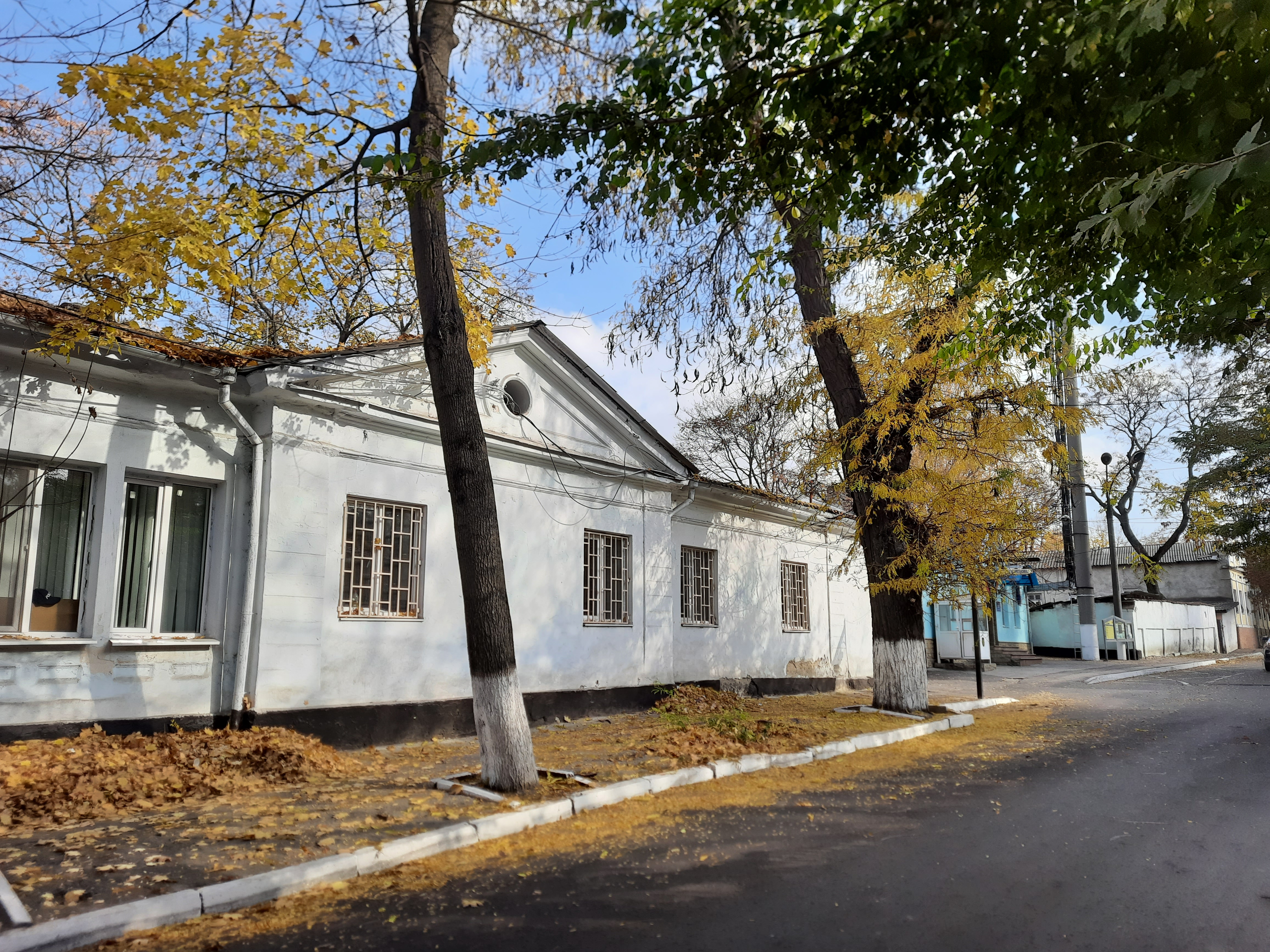
nr. 18, lit. A;[6] lit. B se vede în fundal, mai retrasă de la linia străzii
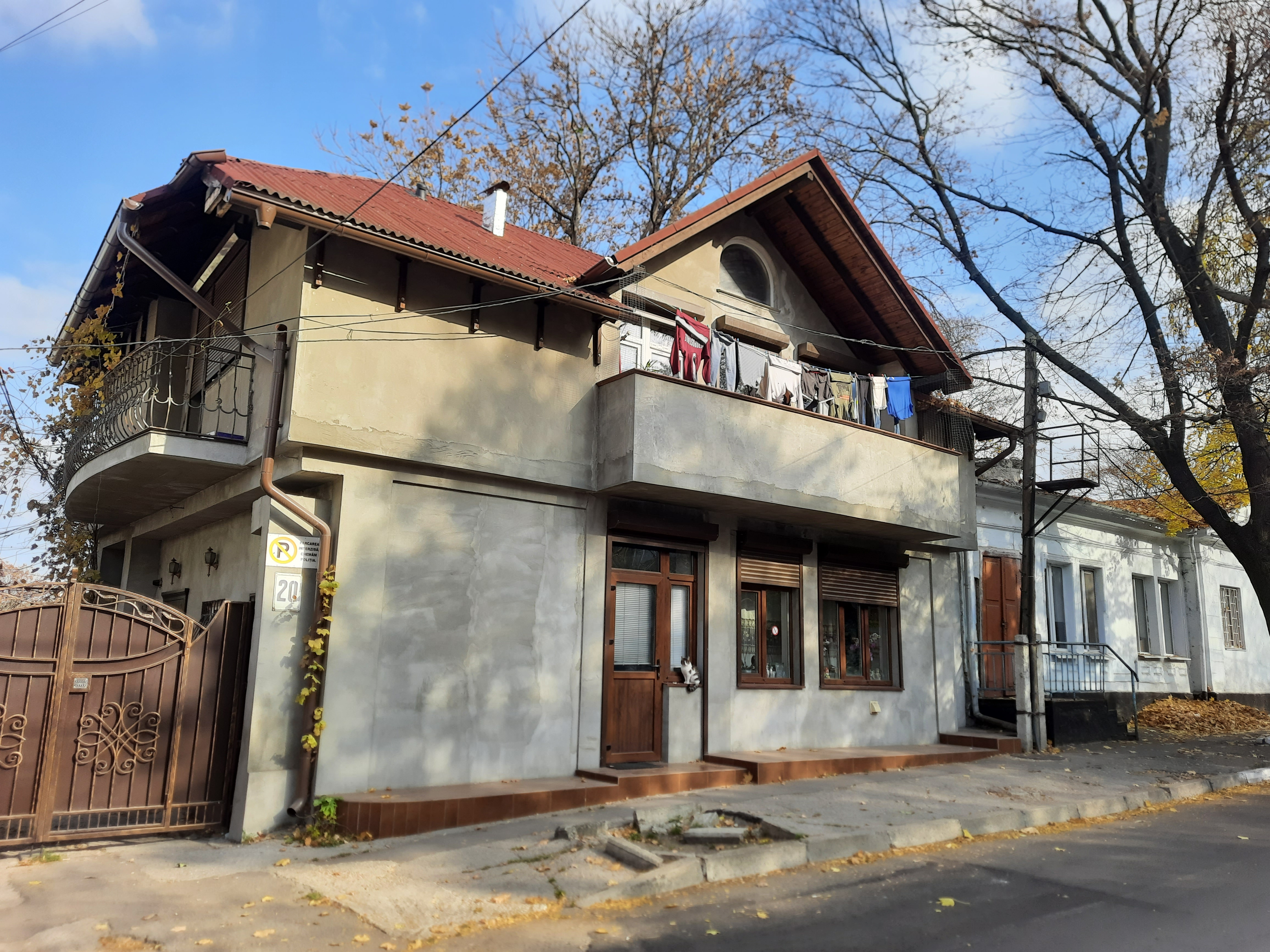
nr. 20
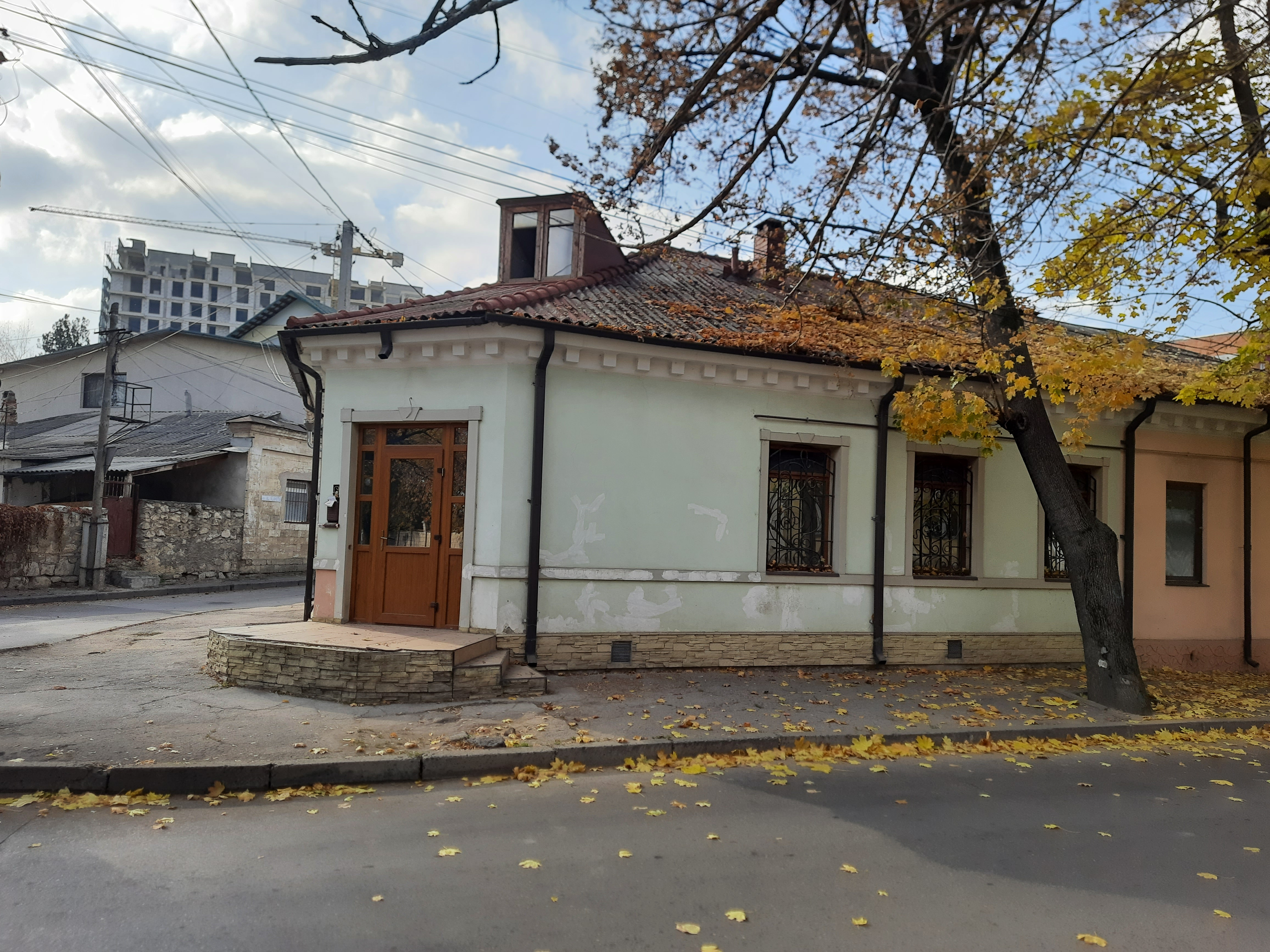
nr. 21
nr. 24 (?)
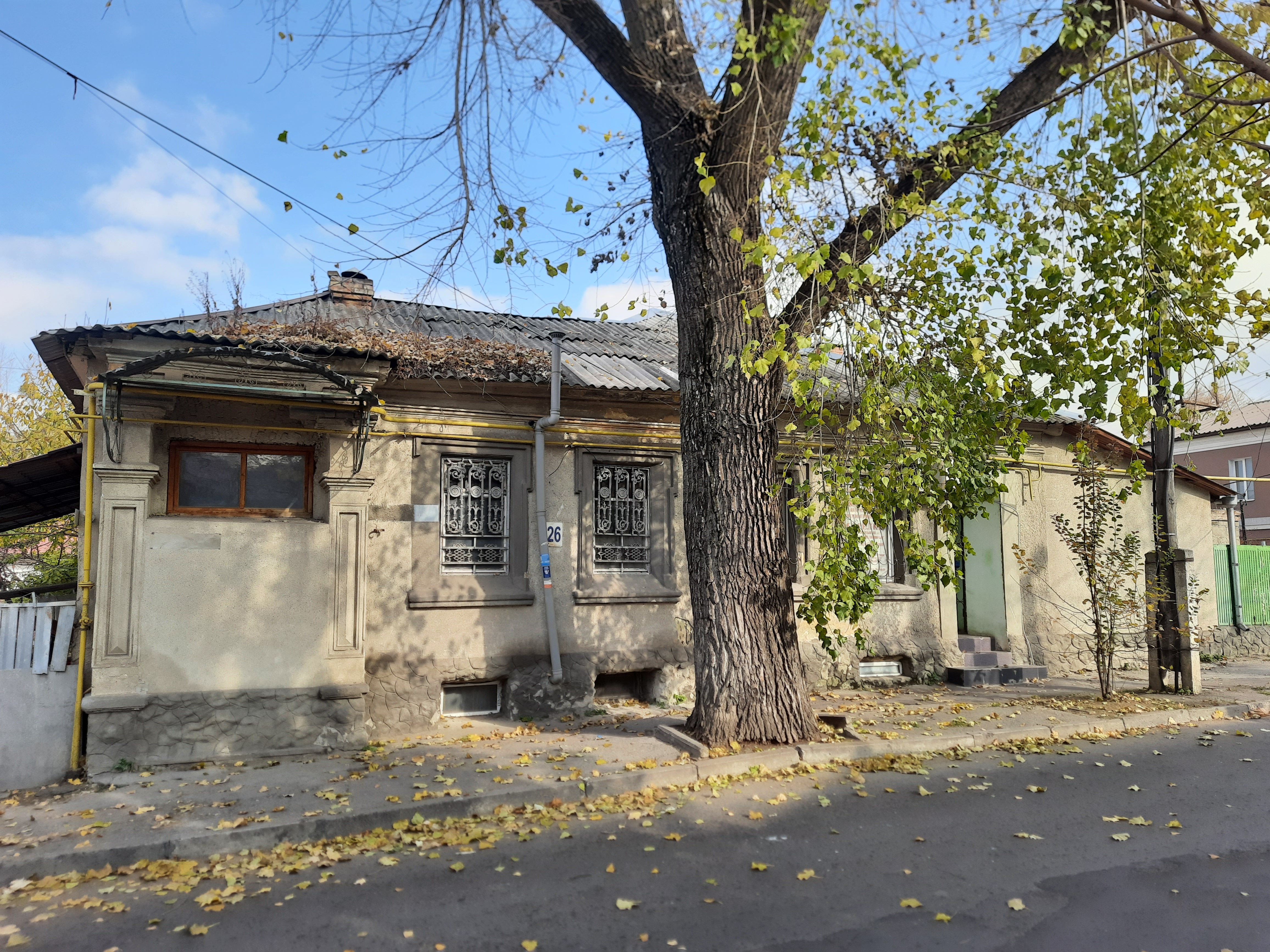
nr. 26
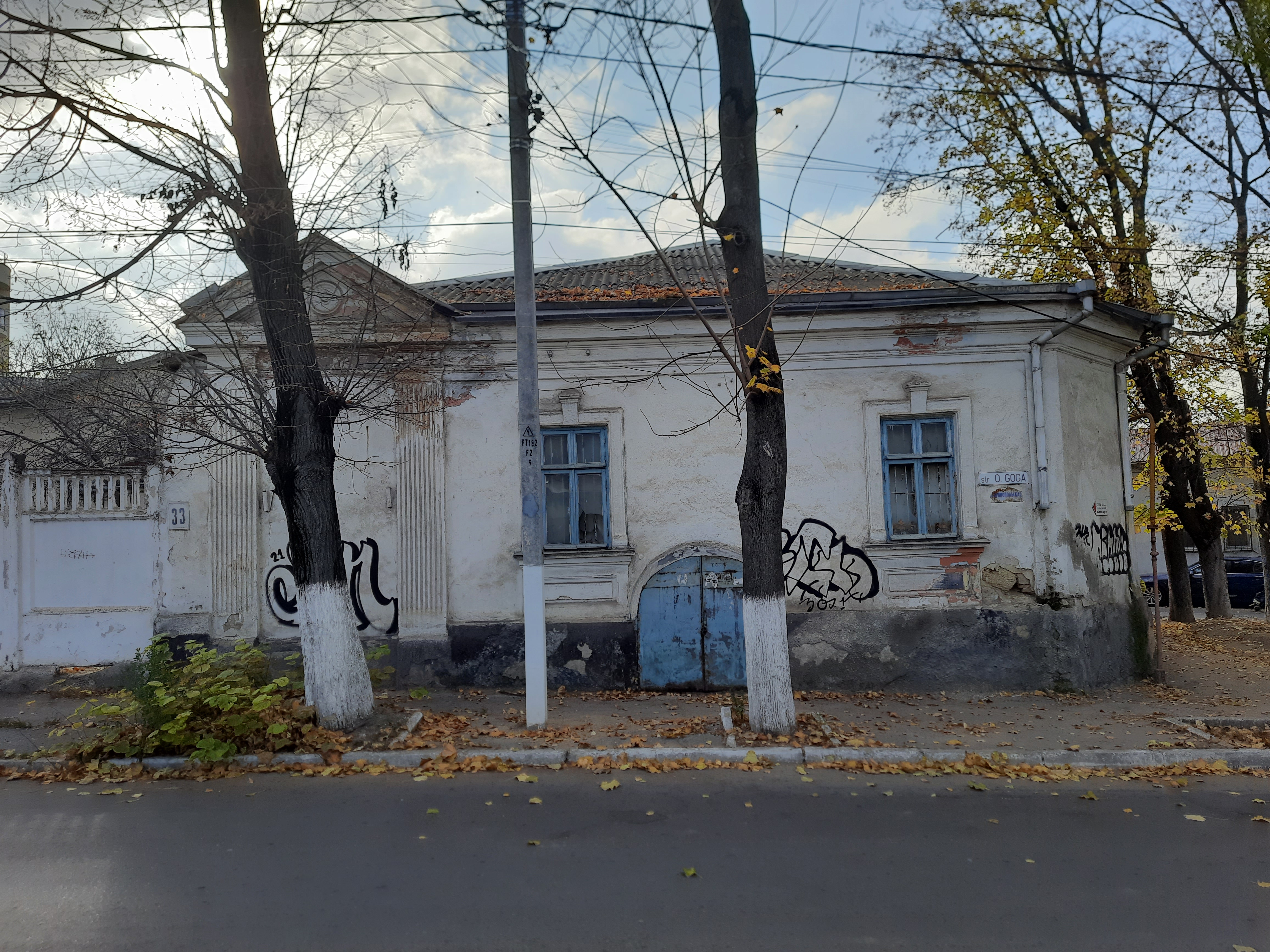
nr. 33